# MV E Evangelia
El MV E Evangelia fue un carguero refrigerado de 7.355 toneladas de registro bruto (TRB) que naufragó en Costinești, en la costa del mar Negro de Rumanía. Fue construido en Irlanda del Norte en 1942 como el buque Empire Empire Strength, fue operado por Blue Star Line de 1942 a 1961, fue comprado por armadores griegos en 1965 y naufragó en 1968. El barco tuvo cuatro nombres en su carrera, habiendo sido rebautizado como Saxon Star en 1946, Redbrook en 1961 y E Evangelia en 1965.

## Hundimiento

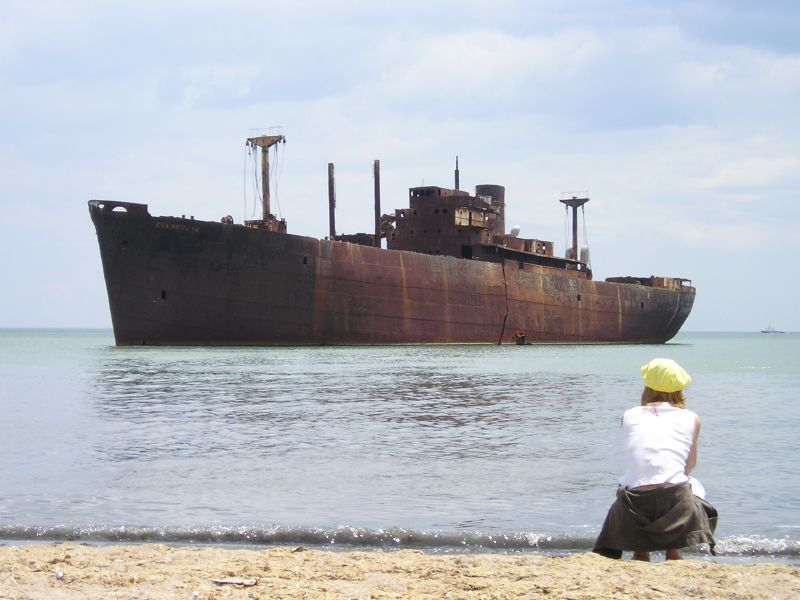
Pecio del Evangelia en 2005.

El 15 de octubre de 1968, el E Evangelia navegaba en lastre desde Rijeka en Yugoslavia a Constanza en Rumania cuando encalló en el Mar Negro frente a Costinești, a unas 16 millas náuticas (30 km) al sur de Constanza. Fue declarado pérdida total, y existe la sugerencia de que el naufragio podría haber sido un fraude al seguro.
El barco sigue encallado en Costinești. Tiene la parte trasera rota, faltan dos grandes zonas de placas en el costado de estribor y toda la superestructura del barco se ha derrumbado. El pecio del Costinești se ha convertido es una atracción local.